# 美国新闻署
美国新闻署（英語：United States Information Agency，缩写为USIA），中文简称“美新署”，是一个支持美国外交政策和国家海外利益的独立外交事务机构，成立于1953年，直属白宫管辖，署长由美国总统任命。1999年，美国新闻署撤销，其对外广播职能由新成立的广播理事会继承，非广播业务则由美国国务院公众外交暨公共事务次卿负责管理。

## 概况

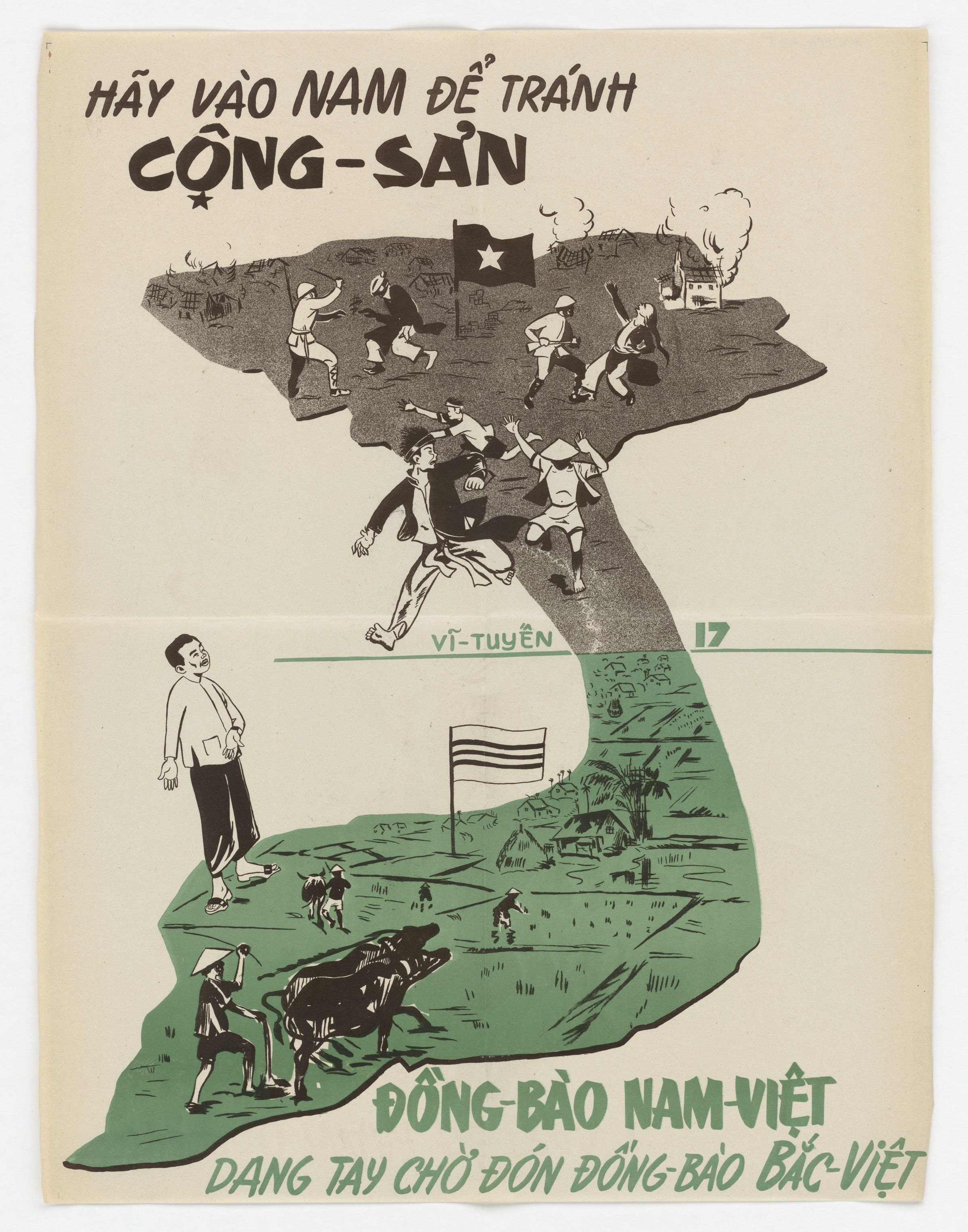
美国新闻署在1954年制作的越南語宣传画，鼓励越南民主共和国（北越）人民逃往越南共和国（南越）。画上的文字为“来到南方，逃离共产主义”、“南越同胞张开双臂欢迎北越同胞”。

1953年，美国总统德怀特·艾森豪威尔认识到执行美国心理宣传政策的各部门缺乏有效沟通、并严重弱化了海外信息项目的有效性，因而将国务院下辖的国际信息署的对外信息与交流功能与共同安全署（Mutual Security Administration）及技术合作署（Technical Cooperation Administration）的海外信息宣传功能结合起来，在1953年8月1日创建了独立于国务院之外的美国新闻署。
在美国新闻署成立之初，艾森豪威尔要求美新署“通过各种传播技术，向世界其他国家的人民提供证据来证明：美国的目标和政策就是与他们和睦相处，并且将会有力地促进他们对自由、进步以及和平的合法诉求”。美新署在其46年的历史中，在“讲述美国的故事”（“Tell America's stories”）这一宣传口号下，紧密配合美国的外交政策，发挥其国际传播和交流功能，对外宣传美国的政策及价值观，成为美国公共外交的重要组成部分。
在美国新闻署成立初期，国务院仍然负责管理对外教育交流项目；但美国新闻署利用其在全球各地的分支机构——美国新闻处（United States Information Service，簡稱为USIS、美新處），在所驻国承担对外教育交流项目的具体工作。到1970年代，对外教育交流项目完全并入美国新闻署，对外信息宣传和文化教育交流工作最终得以重新融合。然而美國新聞處在海外有時亦成為攻擊目標，例如1970年代台南美國新聞處爆炸案及1980年代釜山美國文化院放火事件。

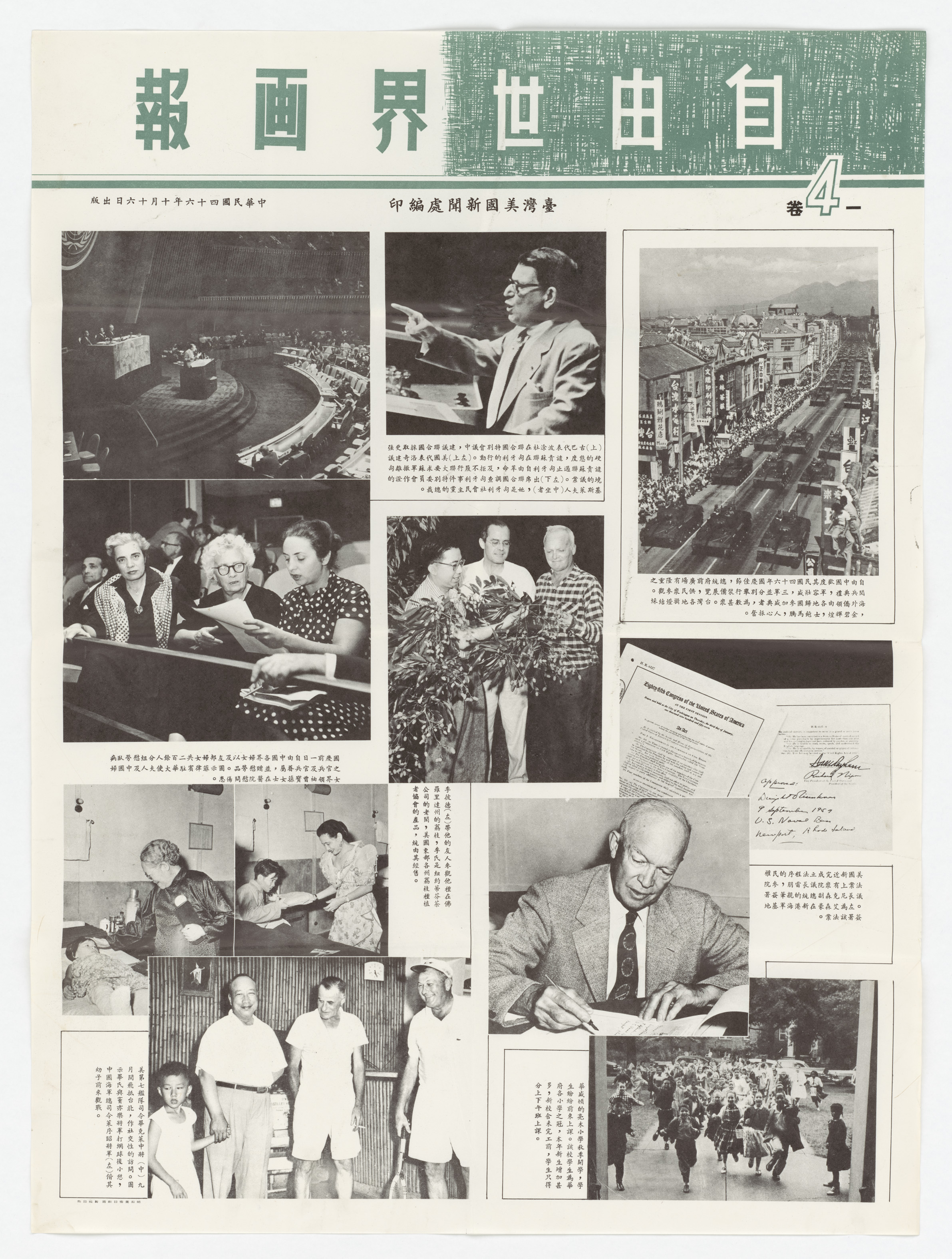
《自由世界畫報》（Free World Pictorial），是美國新聞處於冷戰時期在台灣發行的半月刊，每期約9000份，主旨是宣傳美國，以及中华民国与美国的合作

随着苏联解体、冷战结束，美国对外宣传活动亦丧失了最明确的对象。美国政府认为美国新闻署的主要使命已经结束，因而于1999年10月将其非广播业务并入国务院，其广播业务（包括美国之音、自由欧洲电台/自由电台、古巴广播办公室等）则交由新成立的广播理事会负责。另外，受《信息与教育交流法案》（即“史密斯-蒙特法案”）制约，美国新闻署不得在美国国内传播對外放送的訊息（广播理事会及其後身美国国际媒体署旗下机构也受到此法案制约）。

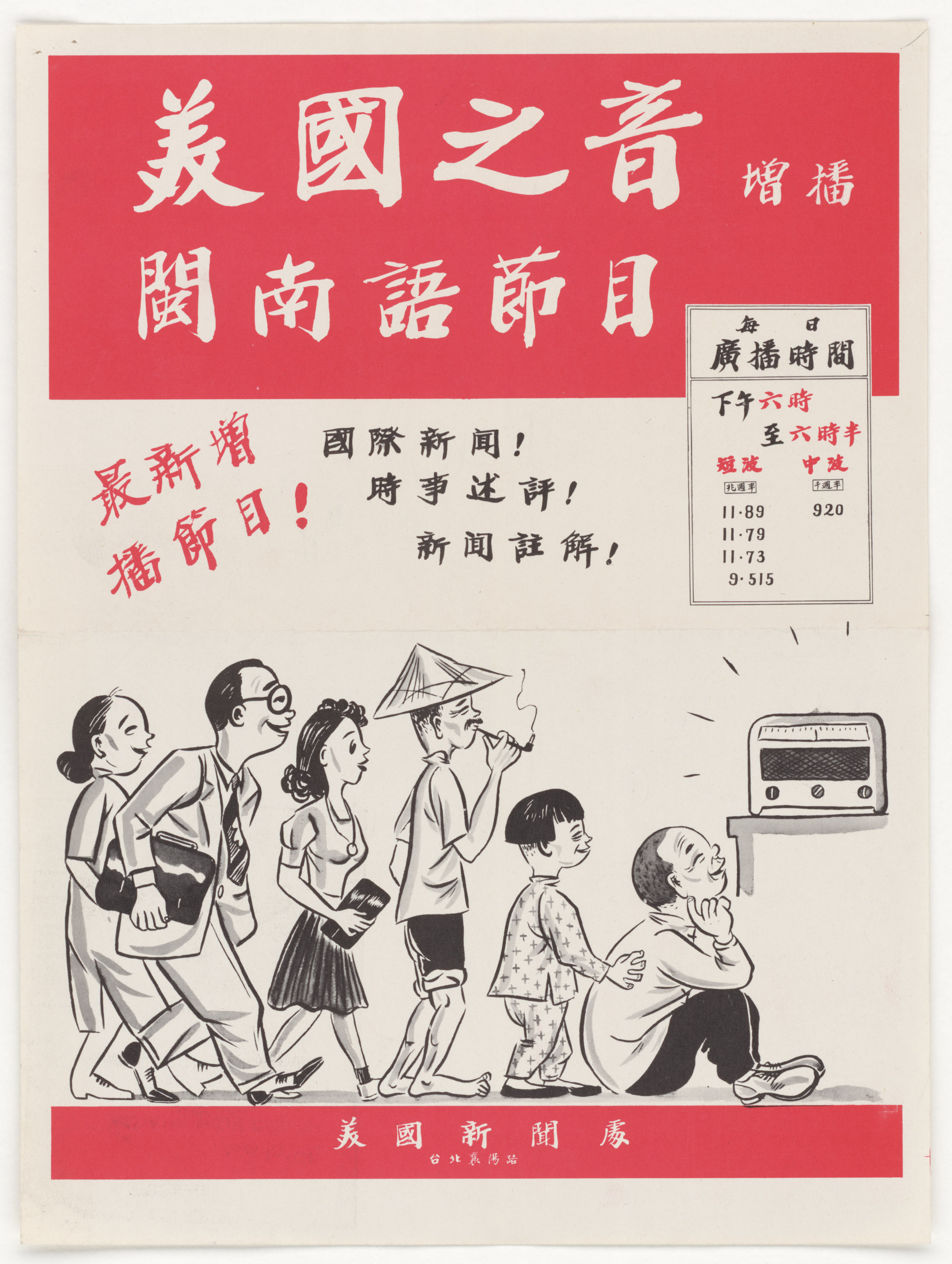
1951年，台北美國新聞處製作的美国之音闽南话廣播海報。

## 评价
美国南加州大学教授尼古拉斯·卡尔（Nicholas J. Cull）在其所著《冷战和美国新闻署：1945年至1989年的美国宣传和公共外交》（The Cold War and the United States Information Agency——American Propaganda and Public Diplomacy,1945—1989）中认为，“正是由于有了美国新闻署，世界得以了解美国的思想和文化。在没有任何一个私人公司能够在全球传播信息的时代，美新署成为了‘全球化’的机构，在其所处时代的重大事件中发挥了至关重要的作用”。
在美国新闻署撤并后，有学者通过深入研究美新署在美国对外宣传中发挥的影响力及其对美国公共外交的重要性，强烈建议美国政府应重建美新署或类似机构。

## 延伸阅读
- Bardos, Arthur, "'Public Diplomacy': An Old Art, a New Profession" （页面存档备份，存于）, Virginia Quarterly Review, Summer 2001
- Bogart, Leo, Premises For Propaganda: The United States Information Agency's Operating Assumptions in the Cold War, ISBN 0-02-904390-5
- Cull, Nicholas J. "The Cold War and the United States Information Agency: American Propaganda and Public Diplomacy, 1945–1989", ISBN 978-0-521-81997-8
- Gerits, Frank, “Taking Off the Soft Power Lens: The United States Information Service in Cold War Belgium, 1950–1958 （页面存档备份，存于）,” Journal of Belgian History 42 (Dec. 2012), 10–49.
- Snow, Nancy, Propaganda, Inc.: Selling America's Culture to the World, ISBN 1-888363-74-6
- Kiehl, William P. (ed.) "America's Dialogue with the World", ISBN 0-9764391-1-5
- Sorensen, Thomas C. "Word War: The Story of American Propaganda" (1968) ISBN 3-530-82750-9 ISBN 978-3-530-82750-7
- Tobia, Simona "Advertising America. The United States Information Service in Italy (1945–1956)", LED Edizioni Universitarie, ISBN 978-88-7916-400-9
- United States Information Agency, Commemoration Booklet Public Diplomacy: Looking Forward, Looking Back, Commemorative volume, 1999
- Yoshida, Yukihiko, Jane Barlow and Witaly Osins, ballet teachers who worked in postwar Japan, and their students, Pan-Asian Journal of Sports & Physical Education, Vol.3(Sep), 2012.